# سركيس أغاجان مامندو
سركيس أغاجان مامندو (1962 - )، سياسي آشوري عراقي مثير للجدل ظهر بعد حرب الخليج الثالثة حين تمت ترقيته لمنصب نائب رئيس إقليم كردستان العراق سنة 2004. ونشط بتمويل بناء مدارس وكنائس كما أسس عدة جمعيات ثقافية في منطقة سهل نينوى.

## نشاطاته
بدأ سركيس أغاجان مسيرته السياسية عندما عين عضواً في البرلمان الكردي سنة 1992 كما تمت ترقيته إلى موقع نائب رئيس إقليم حكومة كردستان سنة 1999, وعين سنة 2004 وزيرا للمالية في الإقليم بالإضافة إلى منصبه السابق. وبالرغم من كون صلاحياته رسمياً مقتصرة على إقليم كردستان إلا أن أكثر نشاطاته كانت في منطقة سهل نينوى التابعة إدارياً لمحافظة نينوى، ونشط كذلك بتلك الفترة في تمويل الكنائس في العراق وبجميع طوائفها  ما جعلها تعتمد على معوناته المالية بشكل كلي. كما قام بحملة من أجل بناء قرى وبحسب تصريحات له في جريدة ناشيونال الإماراتية فقد عمل بمساندة حكومة كردستان على بناء 105 قرى من أجل توطين المسيحيين الذين نزحوا من بغداد والموصل بها. بالإضافة لذلك شكل حزب سياسي وقناة تلفازية وميليشيات محلية في قرى سهل نينوى بحجة حماية المسيحيين بها. وغالبا ما يوصف من قبل الحكومة الكردية على أنه ممثل للمسيحيين العراقيين، فحاز على أوسمة من قبل الكنائس الكاثوليكية والأرثوذكسية والمشرقة الأشورية وبطريرك إنطاكية للروم الملكيين الكاثوليك.

## اتهامات ضده
تتهمه عدة أحزاب ومنظمات كلدوآشورية بكونه أداة بيد حكومة إقليم كردستان تستعمله من أجل تحسين مظهرها أمام المسيحيين القاطنين في قرى سهل نينوى وادي نهلة في قضاء عقرة تمهيدا لضمه إلى إقليم كردستان العراق.

## وصلات خارجية
- Kenneth Timmerman، Kurdish Minister - Rich Star, or Pawn?، Newsmax
- يومان مع سركيس أغاجان والحقيقة, جميل روفائيل